# Particelle energetiche solari
Le particelle energetiche solari (in sigla SEP, dall'inglese solar energetic particles) sono particelle ad alta energia che provengono dal Sole, osservate per la prima volta negli anni '40.
Queste particelle sono per lo più protoni, elettroni, ioni di elio e ioni HZE (nuclei ad alta energia di raggi cosmici galattici con carica elettrica +2) con un'energia tra le poche decine di keV ai GeV (possono raggiungere l'80% della velocità della luce).
Le SEP sono di particolare interesse poiché possono mettere in pericolo la vita degli astronauti nello spazio, specialmente le particelle al di sopra dei 40 MeV.
Le particelle energetiche solari hanno origine da due processi: l'energizzazione su un sito di brillamento solare o da un'onda d'urto associata con le espulsioni della massa coronale (CME). Solo l'1% di quest'ultima produce forti eventi SEP.